# Wilhelmina Cooper

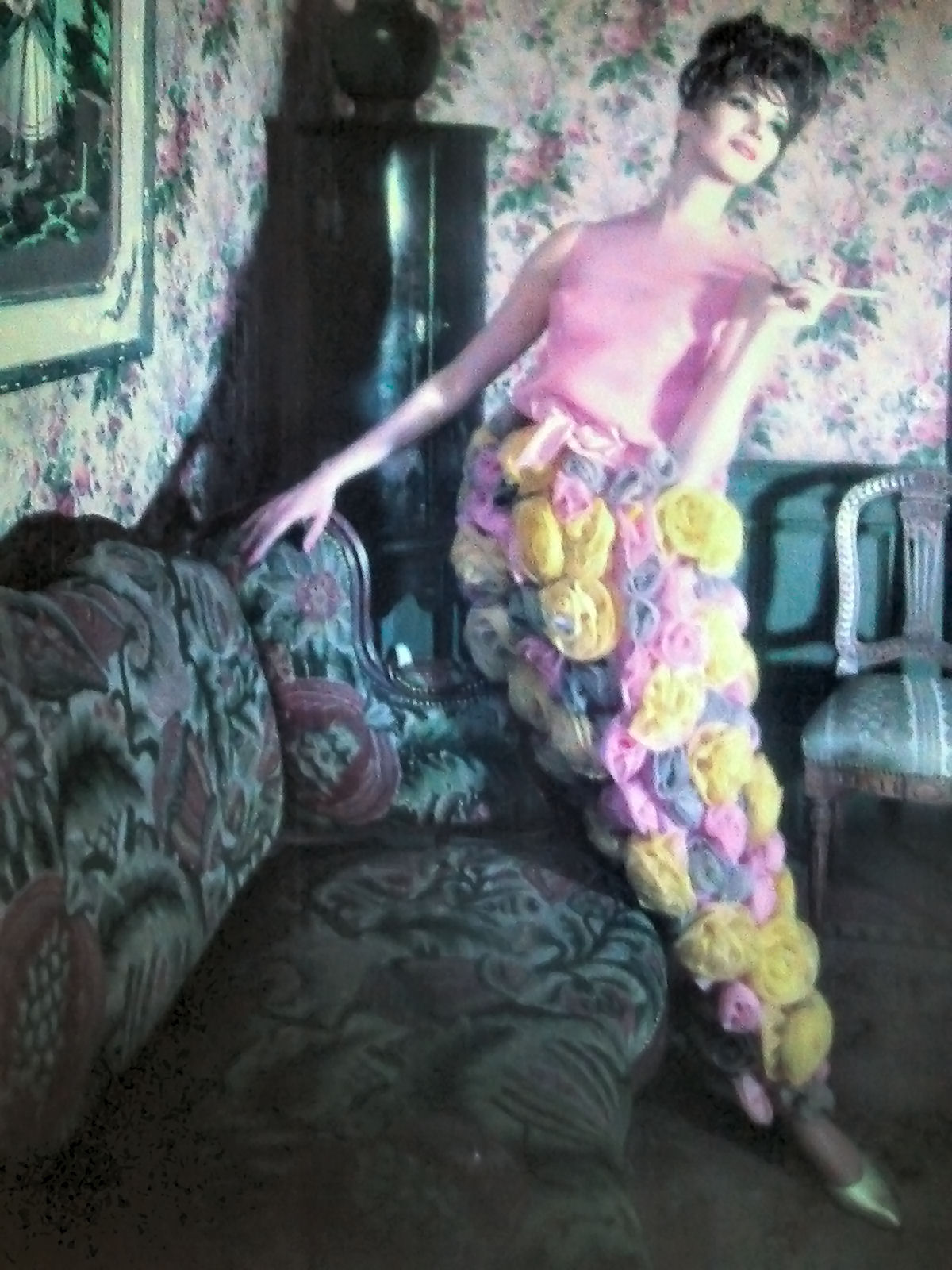
Wilhelmina Cooper

Wilhelmina Cooper (* 1. Mai 1939 in Culemborg, Niederlande als Wilhelmina Behmenburg; † 1. März 1980 in Greenwich, Connecticut, Vereinigte Staaten) war ein Model und später Gründerin der Modelagentur Wilhelmina Models.

## Leben
Wilhelmina Behmenburg wurde 1939 im niederländischen Culemborg geboren und wuchs im deutschen Oldenburg auf. Ihre Familie zog 1954 in die Vereinigten Staaten um und ließ sich dort in Chicago nieder, wo ihr Vater als Metzger arbeitete.
Ihre Karriere als Model begann, nachdem sie eine Freundin zu einer Modelschule begleitet hatte, deren Direktor ihre Freundin zwar ablehnte, aber sie zum Modeln ermutigte. Nach einer sechsmonatigen Ausbildung hatte sie erste Shootings. Es folgten größere Aufträge in Chicago sowie später in Paris und New York. Schnell stieg sie zu einem der wichtigsten Models der 1950er und 1960er Jahre auf. In ihrer langjährigen Karriere erschien sie auf 255 Titelseiten, darunter auf 27 Titeln der amerikanischen Vogue-Ausgabe.
Im Jahr 1965 heiratete sie Bruce Cooper, der zuvor Produzent der The Tonight Show mit Johnny Carson war. Aus der Ehe gingen später zwei Kinder hervor.
Gemeinsam mit ihrem Mann gründete sie im Jahr 1967 die Modelagentur Wilhelmina Models, die später neben Ford Models bis in die 1980er Jahre, als Elite Model Management zunehmend an Bedeutung gewann, zu den wichtigsten Modelagenturen der Vereinigten Staaten gehörte. Ihre Agentur unterstützte unter anderem das erste afroamerikanische Model Naomi Sims.
Cooper wirkte an Schönheitswettbewerben wie Miss Universe und Miss USA als Mitglied des Gremiums mit.
Cooper führte die Agentur auch, nachdem Ende der 1970er Jahre bei ihr Lungenkrebs diagnostiziert wurde. Sie starb am 1. März 1980 im Alter von 40 Jahren im Greenwich Hospital, Connecticut.

## Rezeption
Im Film Gia – Preis der Schönheit (1998), der die Lebensgeschichte des von Cooper entdeckten und später an AIDS verstorbenen Supermodels Gia Carangi erzählt, wurde Cooper von Faye Dunaway dargestellt.